# A15 (motorväg, Tyskland)
A15 är en motorväg i Tyskland som går mellan Spreewald och gränsen till Polen. I Spreewald ansluter den till motorvägen A13 som går till Berlin och Dresden. Vid polska gränsen byter den nummer eftersom det istället blir den polska motorvägen A18. Detta är en viktig motorväg för internationell trafik i Europa. Denna motorväg ingår i en längre viktig motorvägsförbindelse från Berlin via Kraków till gränsen mot Ukraina.
Sträckan mellan Spreewald och polska gränsen var fram till 1990-talet endast en halv motorväg med endast en dubbelriktad körbana även om broar och avfarter var byggda för dubbla körbanor.

## Trafikplatser
|  | Nr | Skyltning                                 |
|  | 1  | Spreewald E 36 E 55                       |
|  | 2  | Boblitz                                   |
|  |    |                                           |
|  | 3  | Vetschau                                  |
|  | 4  | Cottbus-West                              |
|  | 5  | Cottbus-Süd                               |
|  |    | Spreebrücke (200 m)                       |
|  |    | Cottbus-Ost (Planerad)                    |
|  | 6  | Roggosen                                  |
|  | 7  | Forst                                     |
|  |    | Groß Bademeusel (Planerad)                |
|  | 8  | Bademeusel                                |
|  | 9  | Gränsövergång Bademeusel E 36 A18 i polen |